# IC 468
IC 468 — галактика типу *3 (потрійна зірка) у сузір'ї Великий Пес.
Цей об'єкт міститься в оригінальній редакції індексного каталогу.